# Volta a Suïssa 1956
La Volta a Suïssa 1956 fou la 20a edició de la Volta a Suïssa. Aquesta edició es disputà del 16 al 23 de juny de 1956, amb un recorregut de 1.645 km distribuïts en 8 etapes. L'inici i final de la cursa fou a Zúric.
El vencedor final fou el suís Rolf Graf, que s'imposà per quasi cinc minuts al també suís Fritz Schär. En tercera posició finalitzà el belga Joseph Planckaert. A banda de la general Graf guanyà dues etapes, mentre Schär guanyà una etapa i la classificació per punts i Planckaert sumava una etapa i la classificació de la muntanya.

## Etapes
| Etapa | Data       | Recorregut                        | Km  | Vencedor d'etapa        | Líder de la general |
| ----- | ---------- | --------------------------------- | --- | ----------------------- | ------------------- |
| 1ª    | 16 de juny | Zúric - Schaffhausen              | 246 | René Strehler (SUI)     | René Strehler (SUI) |
| 2ª    | 17 de juny | Schaffhausen - Biel/Bienne        | 261 | Guido Boni (ITA)        | Guido Boni (ITA)    |
| 3ª    | 18 de juny | Biel/Bienne - Lausana             | 234 | René Strehler (SUI)     | René Strehler (SUI) |
| 4ª    | 19 de juny | Lausana - Grindelwald             | 218 | Joseph Planckaert (BEL) | Guido Boni (ITA)    |
| 5ª    | 20 de juny | Grindelwald - Pallanza (ITA)      | 242 | Rolf Graf (SUI)         | Wout Wagtmans (NED) |
| 6ª    | 21 de juny | Pallanza (ITA) - Bellinzona (CRI) | 64  | Rolf Graf (SUI)         | Rolf Graf (SUI)     |
| 7ª    | 22 de juny | Bellinzona - Coira                | 168 | Fritz Schär (SUI)       | Rolf Graf (SUI)     |
| 8ª    | 23 de juny | Coira - Zúric                     | 212 | René Strehler (SUI)     | Rolf Graf (SUI)     |

## Classificació final
|    | Ciclista                | Equip                | Temps       |
| -- | ----------------------- | -------------------- | ----------- |
| 1  | Rolf Graf (SUI)         | Carpano              | 47h 05' 02" |
| 2  | Fritz Schär (SUI)       | Mondia               | + 4' 59"    |
| 3  | Joseph Planckaert (BEL) | Elvé-Peugeot         | + 6' 16"    |
| 4  | Hans Hollenstein (SUI)  | Allegro              | + 7' 46"    |
| 5  | Hans Junkermann (GER)   | Feru                 | + 10' 17"   |
| 6  | Vincenzo Rossello (ITA) | Frejus               | + 17' 32"   |
| 7  | René Strehler (SUI)     | Allegro              | + 19' 57"   |
| 8  | Pietro Nascimbene (ITA) | Carpano              | + 20' 46"   |
| 9  | Brian Robinson (GBR)    | St.Raphael-Geminiani | + 23' 25"   |
| 10 | Ugo Massocco (ITA)      | Legnano              | + 24' 31"   |